# 三墳五典八索九丘
三墳、五典與八索、九丘是中國最古老的书籍的总称。

## 歷史記載
先秦《左傳·昭公十二年》：“楚靈王稱讚左史倚相：「是良史也，子善視之，是能讀《三墳》、《五典》、《八索》、《九丘》。”
西汉《孔子家语·正论解》：“楚灵王汰侈，右尹子革侍坐，左史倚相趋而过，王曰：是良史也，子善视之。是能读《三坟》、《五典》、《八索》、《九丘》。”
东汉《释名·释典艺》：“三坟，坟，分也。论三才之分，天地人之治，其体有三也。”
前宋《后汉书·列传·袁张韩周列传》：“蕴椟古今，博物多闻，三坟之篇，五典之策，无所不览。”
- 杜預有注：「皆古書名。」

孔安国《尚書序》：「伏羲、神農、黃帝之書，謂之《三墳》，言大道也。少昊、顓頊、高辛（嚳）、唐（堯）、虞（舜）之書，謂之《五典》...八卦之說，謂之《八索》，求其義也。九州之志，謂之《九丘》；丘，聚也，言九州所有，土地所生，風氣所宜，皆聚此書也。」
唐代學者孔穎達的《疏》：『孔安國尚書序：「伏羲、神農、黃帝之書謂之《三墳》，言大道也；少昊、顓頊、高辛、唐、虞之書謂之《五典》，言常道也；八卦之說謂之《八索》，求其義也；九州之志謂之《九丘》，丘，聚也，言九州所有、土地所生、風氣所宜皆聚此書也。楚左史倚相能讀《三墳》、《五典》、《八索》、《九丘》，即謂上世帝王遺書也。’《周禮》：「外史掌三皇五帝之書」，鄭玄云：「楚靈王所謂《三墳》、《五典》是也。」賈逵云：「《三墳》，三王之書；《五典》，五帝之典；《八索》，八王之法；《九丘》，九州亡國之戒。」延篤言、張平子說：「《三墳》，三禮，禮為大防，《爾雅》曰：「墳，大防也」，《書》曰：「誰能與朕三禮，三禮，天、地、人之禮也。《五典》，五帝之常道也。《八索》，《周禮》八議之刑，索，空，空設之。《九丘》，《周禮》之九刑，丘，空也，亦空設之。」馬融說：「《三墳》，三氣，陰陽始生，天、地、人之氣也；《五典》，五行也；《八索》，八卦；《九丘》，九州之數也。」此諸家者，各以意言，無正驗，杜所不信，故云皆古書名。』

## 後人引述
- 《古今圖書集成﹒帝王部﹒太昊伏羲氏本紀》引古「三墳」書：「命臣飛龍氏造六書，命臣潛龍氏作甲歷，……因龍出而紀官，……命降龍氏倡率萬民，命水龍氏平治水土，命火龍氏炮治器用，因居方而置城廓，天下之民號曰天皇太昊伏羲」。
- 《文選卷》第十七：「佇中區以玄覽，頤情志於典墳...左氏傳，楚子曰：左史倚相能讀三墳、五典。遵四時以歎逝，瞻萬物而思紛。」
- 《文心雕龍．卷一》：「自鳥跡代繩，文字始炳，炎皞遺事，紀在三墳....皇世三墳，帝代五典，重以八索，申以九邱」。
- 袁枚曾有對聯：「此地有叢山峻嶺茂林修竹，是能讀三墳五典八索九丘」。
- 唐楊炯 《從弟去溢墓誌銘》：「若夫羽陵遺策，汲塚殘書，倚相之《八索》、《九丘》，張華之千門萬戶，莫不山藏海納，學無所遺。」
- 明趙振元《為袁氏祭袁石寓（袁可立子）憲副》：「以故《九丘》、《八索》，淹為精華。」